# 宮沢 (横浜市)
宮沢（みやざわ）は、神奈川県横浜市瀬谷区の地名。現行行政地名は宮沢一丁目から四丁目。住居表示未実施区域。

## 概要

### 地理
瀬谷区南東部に位置する。東で三ツ境・阿久和東、南で阿久和南・南瀬谷・泉区和泉町、西で南台、北で二ツ橋町と隣接する。最南部の3･4丁目は、泉区に隣接している。

### 面積
面積は以下の通りである。
| 丁目       | 面積（km2） |
| ---------- | ----------- |
| 宮沢一丁目 | 0.273       |
| 宮沢二丁目 | 0.305       |
| 宮沢三丁目 | 0.315       |
| 宮沢四丁目 | 0.309       |
| 計         | 1.202       |

### 商業
商業施設は個人商店のみでコンビニエンスストアやスーパー等は所在していない。

### 地価
住宅地の地価は、2023年（令和5年）7月1日の公示地価によれば、宮沢1丁目43番2の地点で17万2000円/m2となっている。

## 歴史

### 沿革
かつて横浜市に編入前でのこの場所は、鎌倉郡瀬谷村大字宮沢であった。
- 1939年（昭和14年）4月1日 - 横浜市に編入。横浜市戸塚区宮沢町となる。
- 1969年（昭和44年）10月1日 - 瀬谷区の新設により、横浜市瀬谷区宮沢町となる。
- 1981年（昭和56年）4月13日 - 宮沢町の一部を南台一丁目、南台二丁目へ編入。
- 1999年（平成11年）8月2日 - 宮沢町の一部を宮沢一丁目、宮沢二丁目、二ツ橋町へ編入。なお、宮沢一丁目、宮沢二丁目は新設となる。
- 2000年（平成12年）8月7日 - 宮沢町の一部を宮沢三丁目、宮沢四丁目、二ツ橋町へ編入。なお、宮沢三丁目、宮沢四丁目は新設となり、宮沢町は廃止となる[7]。

### 地名の由来
町名は旧町名である「宮沢」を採った。旧町名『宮沢町』は昭和14年の横浜市編入の際、鎌倉郡瀬谷村大字宮沢から新設した町。1969年（昭和44年）10月1日の行政区再編成にともない、（旧）戸塚区から編入。古くは鎌倉郡宮沢村といい、鎌倉郡上矢部村から移住した人が田畑を開拓したという。1889年（明治22年）の町村制施行の際、二ツ橋村、瀬谷村と合併して瀬谷村大字宮沢となる。町名は旧村名を採った。

## 世帯数と人口
2025年（令和7年）6月30日現在（横浜市発表）の世帯数と人口は以下の通りである。
| 丁目       | 世帯数    | 人口    |
| ---------- | --------- | ------- |
| 宮沢一丁目 | 1,527世帯 | 3,330人 |
| 宮沢二丁目 | 1,712世帯 | 3,662人 |
| 宮沢三丁目 | 765世帯   | 1,687人 |
| 宮沢四丁目 | 223世帯   | 460人   |
| 計         | 4,227世帯 | 9,139人 |

### 人口の変遷
国勢調査による人口の推移。なお、1995年のみ宮沢町の数字である。
| 年                 | 人口  |
| ------------------ | ----- |
| 1995年（平成7年）  | 9,278 |
| 2000年（平成12年） | 8,957 |
| 2005年（平成17年） | 9,498 |
| 2010年（平成22年） | 9,730 |
| 2015年（平成27年） | 9,422 |
| 2020年（令和2年）  | 9,247 |

### 世帯数の変遷
国勢調査による世帯数の推移。なお、1995年のみ宮沢町の数字である。
| 年                 | 世帯数 |
| ------------------ | ------ |
| 1995年（平成7年）  | 3,103  |
| 2000年（平成12年） | 3,147  |
| 2005年（平成17年） | 3,406  |
| 2010年（平成22年） | 3,580  |
| 2015年（平成27年） | 3,515  |
| 2020年（令和2年）  | 3,691  |

## 学区
市立小・中学校に通う場合、学区は以下の通りとなる（2024年11月時点）。
| 丁目       | 番地 | 小学校                                                 | 中学校                                               |
| ---------- | --- | ------------------------------------------------------ | ---------------------------------------------------- |
| 宮沢一丁目 | 1〜5番地                                                                                                  | 横浜市立二つ橋小学校                                   | 横浜市立東野中学校                                   |
| 宮沢一丁目 | 27〜37番地                                                                                                | 横浜市立南瀬谷小学校                                   | 横浜市立南瀬谷中学校                                 |
| 宮沢一丁目 | その他 | 横浜市立三ツ境小学校 横市立南瀬谷小学校の 何れかを選択 | 横浜市立原中学校 横浜市立南瀬谷中学校の 何れかを選択 |
| 宮沢二丁目 | 1〜15番地、17番地の1〜3 17番地の5、27番地の1 27番地の8〜12・17〜18 29番地の1〜7・11〜12 34番地の9〜12・18 | 横浜市立南瀬谷小学校                                   | 横浜市立南瀬谷中学校                                 |
| 宮沢二丁目 | その他 | 横浜市立原小学校                                       | 横浜市立原中学校                                     |
| 宮沢三丁目 | 全域 | 横浜市立原小学校                                       | 横浜市立原中学校                                     |
| 宮沢四丁目 | 全域 | 横浜市立原小学校                                       | 横浜市立原中学校                                     |

## 事業所
2021年（令和3年）現在の経済センサス調査による事業所数と従業員数は以下の通りである。
| 丁目       | 事業所数  | 従業員数 |
| ---------- | --------- | -------- |
| 宮沢一丁目 | 25事業所  | 105人    |
| 宮沢二丁目 | 38事業所  | 186人    |
| 宮沢三丁目 | 38事業所  | 352人    |
| 宮沢四丁目 | 24事業所  | 232人    |
| 計         | 125事業所 | 875人    |

### 事業者数の変遷
経済センサスによる事業所数の推移。
| 年                 | 事業者数 |
| ------------------ | -------- |
| 2016年（平成28年） | 129      |
| 2021年（令和3年）  | 125      |

### 従業員数の変遷
経済センサスによる従業員数の推移。
| 年                 | 従業員数 |
| ------------------ | -------- |
| 2016年（平成28年） | 942      |
| 2021年（令和3年）  | 875      |

## 交通

### 鉄道
地区全域が至近の鉄道駅から1km以上離れている鉄道空白地帯に属する為、北部地域は相鉄本線三ツ境駅や瀬谷駅、南部地域は三ツ境駅や相鉄いずみ野線いずみ野駅を利用。

### 道路
- 神奈川県道40号横浜厚木線（厚木街道）
- 神奈川県道401号瀬谷柏尾線
- 横浜市道環状3号線（環状3号）
- 鴨居上飯田線

## 環境
地区内には、阿久和川や和泉川が流れており、特に和泉川沿いには、二ツ橋の水辺や宮沢ふれあい樹林,東山の水辺,東山ふれあい樹林,関ケ原の水辺,寺ノ脇の水辺,宮沢遊水地などがあり、火の見櫓や酪農家などがあり特に三丁目･四丁目などはのどかな田園風景が望める。
しかし、一丁目や二丁目などでは、宅地化が進み、宮沢ふれあい樹林の一部は、新興住宅地になってしまったのも現状である。
宮沢はかまくらみちと環状４号線，瀬谷柏尾線などの幹線道路に囲まれているため地区内をそれらの抜け道として利用する車が多く交通量はそれなりにあるが地区内に信号機が一つもない。

## その他

### 日本郵便
- 郵便番号 : 246-0038[3]（集配局：瀬谷郵便局[18]）。

### 警察
町内の警察の管轄区域は以下の通りである。
| 町丁       | 番地等 | 警察署     | 交番・駐在所 |
| ---------- | ------ | ---------- | ------------ |
| 宮沢一丁目 | 全域   | 瀬谷警察署 | 南台交番     |
| 宮沢二丁目 | 全域   | 瀬谷警察署 | 南台交番     |
| 宮沢三丁目 | 全域   | 瀬谷警察署 | 南台交番     |
| 宮沢四丁目 | 全域   | 瀬谷警察署 | 南台交番     |